# Санта-Мария (Обидуш)
Санта-Мария (порт. Santa Maria) — район (фрегезия) в Португалии, входит в округ Лейрия. Является составной частью муниципалитета Обидуш. По старому административному делению входил в провинцию Эштремадура. Входит в экономико-статистический субрегион Оэште, который входит в Центральный регион. Население составляет 1788 человек на 2001 год. Занимает площадь 22,13 км².